# 嶋崎重和
嶋崎 重和（しまざき しげかず、1908年（明治41年）9月9日 - 1945年（昭和20年）1月9日）は、日本の海軍軍人。空母「瑞鶴」飛行隊長として真珠湾攻撃で第二次攻撃隊長を務めた。戦死による二階級特進で最終階級は海軍少将。

## 略歴
本籍は大分県。鉄道局技師・澤重元の三男として奈良市で生れ、嶋崎家の養子となる。上野中学校(現・三重県立上野高等学校)、愛知県岡崎中学校（現・愛知県立岡崎高等学校）を経て、1929年（昭和4年）3月、海軍兵学校（第57期）を卒業。1930年（昭和5年）12月、海軍少尉任官。
高橋赫一の薦めにより、高橋の妻の妹と結婚する。
1932年（昭和7年）12月から翌年7月まで、第23期飛行学生として訓練を受けた。
1935年（昭和10年）10月、空母「加賀」分隊長となり、霞ヶ浦海軍航空隊・空母「蒼龍」・横須賀海軍航空隊の各分隊長を経て、1939年（昭和14年）6月、練習航空隊高等科学生となる。同年11月、空母「赤城」分隊長に着任。
1940年（昭和15年）11月、海軍少佐に昇進し、霞ヶ浦空飛行隊長に就任。第14航空隊飛行隊長を経て、1941年（昭和16年）9月、空母「瑞鶴」飛行隊長に異動し、太平洋戦争を迎え、12月8日の真珠湾攻撃において第二次攻撃隊長として参戦した。26日、昭和天皇へ真珠湾攻撃の軍状奏上を行う。
1942年（昭和17年）8月、名古屋海軍航空隊飛行長となり、横須賀空飛行隊長、第752航空隊飛行長を歴任。
1944年（昭和19年）10月、海軍中佐に進み第2航空艦隊参謀に就任した。
1945年（昭和20年）1月8日、第3航空艦隊司令部付となるが、翌日の1月9日に台湾への移動の途中で行方不明となり、戦死と認定された。同年末、戦死時にさかのぼって二階級特進し、海軍少将に任ぜられた。
戦死後の特進ではあるものの、真珠湾攻撃参加搭乗員で最も階級が高くなったのが嶋崎であった。

## 親戚
澤重民（血縁上の実兄）
高橋赫一（義兄）